# Dominicaines missionnaires de la Sainte Famille
Les Dominicaines missionnaires de la Sainte Famille sont une congrégation religieuse féminine enseignante de droit pontifical.

## Histoire
En 1891 José Cueto Díez de la Maza (it) (1839-1908) religieux dominicain et évêque des îles Canaries, fait appel aux Filles du Christ-Roi pour l'enseignement à Las Palmas. Cette congrégation envoie cinq religieuses avec à sa tête Pilar Prieto Vidal (1863-1910). Le 12 juin 1895, José Cueto y Díaz de la Maza érige la communauté de Las Palmas en congrégation indépendante pour l'agréger à l'ordre des Prêcheurset leur donne les constitutions des dominicaines de Nancy. L'institut est agrégé aux dominicains le 25 juin 1896 par Andreas Frühwirth, maître de l'ordre des Prêcheurs.
La congrégation connaît sa période d'expansion après la mort des fondateurs, d'abord aux Canaries puis en Espagne péninsulaire avec l'union de la congrégation des dominicaines de Villava en 1929. La première maison fondée en dehors de l'Espagne est celle de Pitrufquén au Chili d'où les sœurs s'implantent au Venezuela en 1953 et en Bolivie en 1964. L'institut reçoit le décret de louange le 13 décembre 1943 et l'approbation définitive de ses constitutions le 9 janvier 1954.

## Activités et diffusion
Les Dominicaines de la Sainte Famille se consacrent à l'enseignement. 
Elles sont présentes en:
- Europe : Espagne en particulier aux îles Canaries.
- Amérique : Bolivie, Chili, Venezuela.
- Afrique : Cameroun.

La maison-mère est à Madrid.
En 2017, la congrégation comptait 200 sœurs dans 37 maisons.